# اف‌زی:اوزی
«اف‌زی:اوزی» (به انگلیسی: FZ:OZ) آلبومی از هنرمند اهل ایالات متحده آمریکا فرانک زاپا است که در سال ۲۰۰۲ میلادی منتشر شد.